# Chrysalis (película de 2014)
Chrysalis es una película de terror, dramática y ciencia ficción dirigida por John Klein y estrenada el 24 de abril de 2014 en Estados Unidos. La clasificación de la película fue reservada con la R para mayores de 18 años por la MPAA con escenas violentas, y otras que contienen lenguaje vulgar.

## Argumento
La película comienza en la ciudad de Chicago con unos zombis persiguiendo a un hombre y queriendo comérselo. La historia se relata al día en que una mariposa negra ya casi a punto de agrietarse venía saliendo de su capullo temblado. Teniendo en cuenta que Penélope, Joshua y una sobreviviente llamada Abira viajan al futuro y encuentran a unos zombis. Sin embargo, en el lugar donde temblaba, vienen a comerse a uno de los hombres que venía escapando de ellos. Mientras tanto, Joshua y Penélope se dirigen a la fábrica de químicos. Allí, encuentran los mensajes que dicen: "Ayúdanos, Dios" y "¿Cuál Dios?". 
Penélope encuentra las canicas que aparecen en la bolsa y se da cuenta de que su pie ya estaba infectado. Junto con Abira, Penélope y Joshua se dirigen al hotel y recuerdan la historia. Abira le dice a Penélope que cuando su Joshua despertó, pensó que era un zombi y cuando llegó, imaginó que lo estaba golpeando con un martillo porque después de haber llegado al estado de Florida, se habían quedado atrapados y que una vez dentro del hospital al que llegaron y antes de escapar, creyó que escucharía un tiroteo. En este momento, Penélope le dice que deben salvar al mundo antes de que queden infectados. Cuando Joshua se levanta temprano por la mañana, encuentra a su hija llorando y cuando se enteró de esto, le dijo que se enamoraría. Ambos aparecen en la orilla del edificio completamente desnudos reconciliándose por lo que hicieron. Abira, Penélope y Joshua viajan al futuro para ver a sus padres y se dirigen a la ciudad de Chicago, donde se dice que se ha desatado una inquietud. Cuando acuden, Joshua golpea al infectado con un martillo. Ellos necesitan detener a los zombis. Penélope le dice que tiene tres minutos para derrotar a los zombis y si no lo hacen a tiempo, sus vidas cambiarán para siempre. Le había dicho que cuando despertó, volvía a soñar con derrotar a los infectados y al detenerlos, utilizan la pala, además le menciona que debían "luchar contra el resto de los infectados". El zombi llega a Chicago donde se desató la inquietud y comienza a atacar a Penélope, quien desesperadamente pide ayuda e intenta atacarlo con el hacha mientras venía con Josh, quien se dirigió rápidamente al ático, necesitaba rescatarla antes de que la se comieran y cuando éste llega, observa que ya la habían infectado. Joshua se enoja con Abira diciéndole que iba a salvarles la vida y también la de Penélope. Después de intentar vencer a los infectados, Joshua le grita que también iba a salvar la vida de Penélope, lucha contra los infectados y Abira empieza a llorar. Joshua se va al patio con Penélope, después regresa con Abira para pedirle disculpas y ella lo perdona. 
Como solo quedaban Penélope y su hija, los perros comienzan a buscarlos por todo el patio de la ciudad, pero ellos ocurren buscando ocultarse de los perros que quería comérselos para moderles el cuello. Al ver que su hija es perseguida por ellos, ésta los golpea con la pala y se van. Penélope estaba a salvo y regresa con Joshua para decirle que los había detenido. Joshua accede y les dice que las llevará a ella y a Abira a la planta alta del edificio. Josh les dice a las dos que subirán por las escaleras, después de que tiró una de las latas. 
Joshua, Penélope y Abrira llegan al edificio. Joshua les da las linternas para encontrar a los zombis. Penélope y Abrira entran al edificio y comienzan a buscar a Joshua por todas partes. Luego se dirige al sótano. En este momento, Penélope grita de pánico y encuentra al zombi, arrancándole el pedacito de piel de la nuca a Joshua. Después de hallar al zombi que le quitó la rebanada de piel, Penélope empieza a llorar. Abrira entra al edificio y se da cuenta de que ella y Joshua han sido infectados. Joshua le dice que tome el martillo para golpearlo al zombi en la cabeza, pero entra al baño y Penélope seguía llorando porque le dijo que su morían, ninguno de ellos saldría vivo y se van a la planta baja del edificio. Allí, encuentran a uno de los zombis, advirtiéndole a Penélope que si le mordía el cuello, la dejarían infectada. Penélope intenta cortarse el pedacito del pie de la nuca. Abira saca una pistola de su chamarra y decide volarse la cabeza. Pero de pronto se ve incapaz de suicidarse cuando descubre que Penélope no quiere verla matarse. Penélope intenta escapar de los zombis que había por toda la ciudad, y petrificada de miedo, Abira muere sin oportunidad de gritar, Penélope sale con vida y se va. Al final, viaja hasta el año 2039 y recuerda lo que en realidad pasó. 
La película termina con el mismo argumento parecido al que presentó desde el principio. La voz de Penélope les explicó cómo sobrevivir a una enfermedad mortal que asoló a toda la humanidad durante más de 25 años y que como murieron sus padres, debían quedar allí atrapados. Luego le dijo que tendrá una hija luego de rescatarla y apareció en el río de la ciudad, diciendo "Voy a tener un bebé", disfrutando la profundidad de la humanidad por siempre. En el río, cerca de la calle, puede verse como Penélope sonríe, pues ya estaba a salvo.

## Reparto
- Sara Gorsky - Penélope
- Cole Simon - Joshua
- Tanya Thai McBride - Abira
- Anna Costell - Kate Black-Spence

## Producción
La película empezó a grabarse el 6 de noviembre de 2013 en Gary, Indiana y terminó de grabarse el 31 de enero de 2014 Chicago, Illinois. El final también se filmó el 21 y 22 de diciembre de 2013. 

## Lanzamiento
La película se estrenó en los Estados Unidos el 24 de abril de 2014. En México, el canal Pánico de la PCTV estrenó esta película con subtítulos en español el 29 de noviembre de 2014. 
- Datos: Q25413564